# Totara River (Westland District)
Der Totara River ist ein 22,4 km langer Fluss in der Region West Coast auf der Südinsel von Neuseeland.

## Geographie
Der Totara River entspringt auf einer Höhe von rund 840 m an der westlichen Flanke des Bald Hill, der mit über 1140 m den westlichen Abschluss der Bald Hill Range darstellt. Nach einem kurzen rund 1,3 km langem Gefälle auf rund 300 m übernimmt das Totara Valley die Direktion des Flusses. Nach etwa insgesamt 15 km Flussverlauf durch die Berge fließt der Fluss durch eine weite Ebene, seiner Mündung in die Totara Lagoon entgegen, die ihrerseits ihren Abfluss in die Tasmansee findet.